# Sobre a Administração Imperial

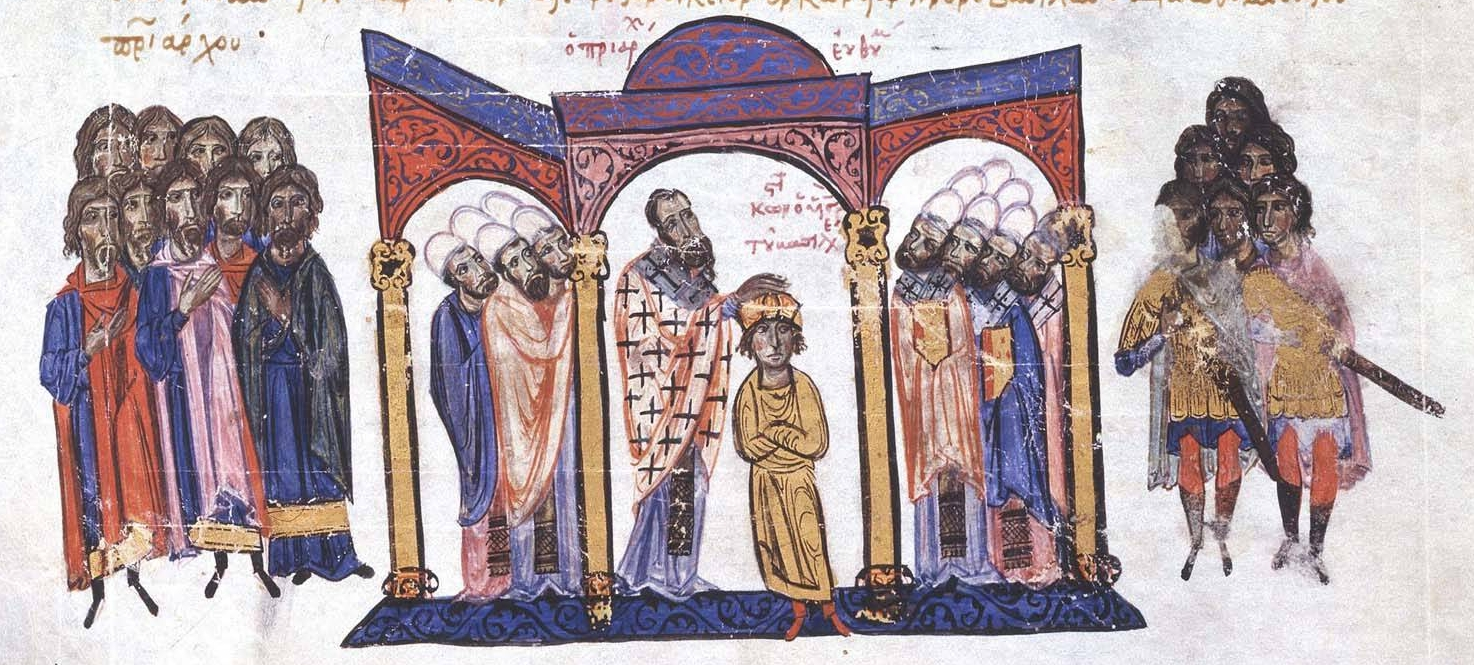
Coroação de Constantino VII como coimperador na crónica Escilitzes de Madrid

Sobre a Administração Imperial (em latim: De Administrando Imperio) é o nome em latim duma obra originalmente escrita em grego em meados do século X pelo imperador Constantino VII (r. 912–959). O título da obra em grego é Πρὸς τὸν ἴδιον υἱὸν Ρωμανόν; romaniz.: Pros ton idion yion Romanon ("Ao nosso próprio filho Romano"). Trata-se dum manual de política doméstica e externa para uso do filho e sucessor de Constantino, o imperador Romano II (r. 959–p63), com conselhos sobre o funcionamento do império multi-étnico e sobre a forma de combater os inimigos externos.

## Autor e contexto
Constantino era um imperador-académico, que procurou fomentar a educação e no seu império. Além do Sobre a Administração Imperial, produziu muitas outras obras, nomeadamente o Sobre as Cerimônias, um tratado sobre etiqueta e procedimentos da corte imperial, e uma biografia do seu avô Basílio I  (r. 867–886). O Sobre a Administração Imperial foi escrito entre 948 e 952. Contém conselhos sobre o governo do império com múltiplas etnias, bem como sobre o combate aos inimigos estrangeiros. A ora combina dois dos tratados anteriores de Constantino: "Sobre a Governação do Estado e as várias Nações" (Περί Διοικήσεως τοῦ Κράτους βιβλίον καί τῶν διαφόρων Έθνῶν), acerca de histórias e personagens das nações vizinhas do império, incluindo os Turcos, Pechenegues, a Rússia de Quieve, Árabes, Lombardos, Arménios e Georgianos; e em Sobre os Temas do Oriente e do Ocidente Περί θεμάτων Άνατολῆς καί Δύσεως, conhecido em latim como Sobre os Temas (em latim: De Thematibus), acerca dos eventos recentes nas províncias bizantinas. A esta combinação Constantino juntou as suas próprias instruções políticas para o seu filho Romano.

## Conteúdo

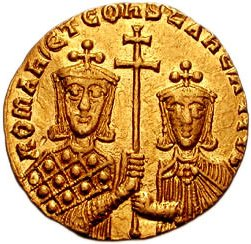
Soldo bizantino de ouro com Constantino VII e o seu filho Romano

O conteúdo do livro, de acordo com o seu prefácio, divide-se em quatro secções:
1. Elementos cruciais da política externa na área mais complicada e perigosa da cena política contemporânea, a região dos povos do noroeste e os Citas.
2. Lição sobre a diplomacia a desenvolver para lidar com as nações dessa área.
3. Análise histórica e geográfica e exaustiva da maior parte das nações vizinhas.
4. Sumário da história interna recente, políticas e organização do império.

No que concerne à informação histórica e geográfica, a qual é frequentemente confusa e cheia de lendas, a obra é fiável na sua essência.
O tratado sobre história e antiguidades que o imperador havia compilado durante a década de 940 está incluído nos capítulos 12 a 40. Este tratado contém histórias tradicionais e lendárias de como os territórios que rodeavam o império foram ocupados pelas populações que lá viviam no tempo do imperador (Sarracenos, Lombardos, Venezianos, Eslavos, Magiares, Pechenegues). Os capítulos 1 a 8 e 10 a 12 explicam a política imperial relacionada com os Pechenegues e Turcos. O capítulo 13 é uma diretiva geral sobre política externa vinda do imperador. Os capítulos 43 a 46 são sobre política contemporânea no nordeste (Arménia e Geórgia). Os guias para a incorporação e taxação das novas províncias imperiais e de certas partes da administração civil e naval encontram-se nos capítulos 49 a 52. Estes últimos e o capítulo 53 destinavam-se a dar instruções práticas ao imperador Romano II e provavelmente foram adicionados no ano 951 ou 952, de forma a marcar o 14º aniversário de Romano, em 952.

## Língua
A língua usada por Constantino é um tipo simples de grego alto medieval, algo mais elaborado do que o dos evangelhos canónicos, e facilmente compreensíveis para um grego moderno culto. A única dificuldade é o uso frequente de termos técnicos que, sendo comuns na época, podem ser complicados de entender para um leitor moderno: por exemplo, escreve acerca da prática regular de enviar basilikoí (literalmente: "membros da família real") para terras distantes para negociar, referindo-se a simples "homens do rei", isto é, enviados imperiais que iam como embaixadores numa missão específica. No preâmbulo, o imperador faz questão de salientar que evitou expressões rebuscadas e "aticismos pomposos" propositadamente, para tornar tudo simples como a fala comum do dia-a-dia para o seu filho e os oficiais superiores com quem ele pudesse vir a escolher para partilhar a obra. É provavelmente o único texto escrito ainda existente mais próximo do vernáculo usado pela burocracia palácio imperial da Constantinopla do século X.

## Interpretação
Devido ao facto do Sobre a Administração Imperial ser uma das raras fontes primárias que descreve a história dos Balcãs, o seu texto tem sido analisado extensivamente por historiadores, que por vezes se concentram apenas em algumas frases.
Os historiadores J. B. Bury em 1906, Gavro Manojlović em 1910 e Ljudmil Hauptmann entre 1931 e 1942 publicaram análises aprofundadas de toda a obra em que demonstraram que foi escrita como uma série de arquivos, cada um deles focado num tópico diferente e datado de épocas distintas, que posteriormente foram redigidos várias vezes, resultando num texto cuja interpretação pode variar significativamente.
O três relatos, similares mas diferentes, sobre a chegada dos Croatas confundiram numerosos historiadores desde o século XIX. Segundo a historiadora Barbara M. Kreutz, o relato que se encontra em Sobre a Administração Imperial sobre a importância do papel dos Bizantinos na queda do Emirado de Bari em 871 é uma elaboração que não corresponde à realidade.

## Manuscritos e edições

### Edições antigas
A cópia mais antiga ainda existente (P=codex Parisinus gr. 2009) foi feita pelo secretário confidencial de João Ducas, Miguel, no final do século XI. Este manuscrito foi copiado em 1509 por António Eparco; esta cópia, conhecida como V=codex Vaticanus-Palatinus gr. 126, tem uma série de notas em grego e latim, adicionadas por leitores posteriores. Uma terceira cópia completa, conhecida como F=codex Parisinus gr.2967 é uma cópia de V que foi iniciada por Eparco e completada por Miguel Damasceno. Há uma quarta cópia, incompleta, conhecida como M=codex Mutinensis gr. 179, que é uma cópia de P feita por Andrea Darmari entre 1560 e 1586. Dois dos manuscritos (P e F) encontram-se atualmente na Biblioteca Nacional em Paris, a terceira (V), está na Biblioteca do Vaticano e a cópia incompleta (M) encontra-se em Módena.
O texto grego foi publicado, na sua totalidade, sete vezes. O editio princeps, baseado em V, foi publicado em 1611 por Johannes Meursius, que lhe deu o título latino pelo qual é atualmente conhecida universalmente. Esta edição foi publicada seis anos depois sem alterações. A edição seguinte, publicada em 1711, é do ragusano Anselmo Banduri e é uma compilação da primeira edição e do manuscrito P. A edição de Banduri  foi reimpressa duas vezes: uma em 1729, na coleção veneziana dos historiadores bizantinos, e em 1864 Migne reeditou o texto de Banduri com algumas correções.
Constantino não deu um nome à sua obra, tendo preferido iniciar o texto com a forma formal de saudação padrão: «Constantino, em Cristo o Soberano  Eterno, Imperador dos Romanos, para [seu] próprio filho Romano, o Imperador coroado de Deus e nascido em púrpura.»

### Edições modernas
Em 1892, R. Vari planeou editar uma edição criticada da obra e mais tarde J.B. Bury propôs incluí-la na sua coleção de Textos Bizantinos, mas acabou por desistir de editá-la, entregando o trabalho a Gyula Moravcsik em 1925. A primeira edição moderna do texto grego foi feita por Moravcsik nesse ano. A tradução em inglês desta edição (por R. J. H. Jenkins foi publicada em Budapeste em 1949. As edições seguintes datam de 1962 (Athlone, Londres), 1967 (Dumbarton Oaks Research Library and Collection, Washington D.C.).